# ایستگاه یویوگی
ایستگاه یویوگی (به ژاپنی: 代々木駅 Yoyogi-ek) یک ایستگاه قطار در شیبویا-کو، توکیو است که توسط شرکت راه‌آهن شرق ژاپن و  اداره حمل و نقل توکیو اداره می شود.